# Грецька вівчарка

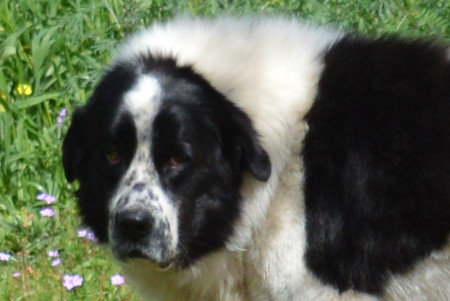
Грецька вівчарка

Грецька вівчарка або грецький вівчар (грецька: Ελληνικός Ποιμενικός, Ellinikós Pimenikós) — грецька собака-охоронниця худоби, яку століттями розводять для охорони худоби в гірських районах країни.

## Опис
Грецька вівчарка — собака середнього та великого розміру, із міцним тілом та великою фізичною силою, здатною супроводжувати зграю, а також воювати з ворогом, зберігаючи свою фізичну перевагу. Голова — масивна з мордою-черепом. Череп зазвичай вигнутий, з явними гіпер дугами брів і він майже такий же широкий, як і довгий. Морда і щоки широкі та глибокі. Собака має плоский прикус і покритий жиром, злегка розпущеними губами. Шкіра товста і покрита щільним хутром. Обрізання вух заборонено, і собак із стриженими вушками не можна показувати. Карі очі середнього розміру, яйцеподібні, розташовані симетрично паралельними лініями з довгастим аксоном черепа, з достатньою відстанню між ними. Віддають перевагу більш темним відтінкам. Повіки повинні бути щільними, не розкриваючи їх слизову оболонку. Ця собака має серйозний, проникливий, спокійний погляд. Груди повинні бути широкими і глибокими до висоти ліктів. Грудна клітка складається з дугоподібних ребер із середньою кривизною; вони розширені назад, щоб залишити достатньо місця для серця та легенів. Хвіст у основи товстий. Деякі мають довгі хвости, а інші — короткі або відсутні хвости. Подвійне хутро щільне і рясне. Кольори: чорний, сірувато-коричневий і білий. Порода ніколи не була розведена за кольором, а скоріше за важкий скелет, гарну мускулатуру та щільну напівдовгу шерсть.
Деталі
Зріст: самці 25–29 дюймів (65–75 см), самки 23–26 дюймів (60–68 см).
Вага: самці 84–110 фунтів (38–50 кг), самки 70–92 фунта (32–42 кг).
Тривалість життя: близько 12 років
Розпізнавання: KCG, APRI, DRA

## Темперамент
Грецька вівчарка може бути непридатною для власників перших собак. Як і всі собаки-охоронці тварин, вони, як правило, незалежні мислителі. Вони вважаються сміливими, рішучими, відданими, працездатними собаками з високорозвиненим почуттям обов'язку та сильним захисним інстинктом по відношенню до стада тварин та їх оточення. Природно насторожено, відданий лише пастуху, грецьку вівчарку можна охарактеризувати як велику гірську вівчарку Греції. Грецькі вівчарки не терплять насильницької поведінки чи тренувань. Ці незалежні собаки потребують послідовного дресирування та розумного керівництва. Їм потрібні власники, які розуміють їхні способи охорони отари. Підозрілі, але тактовні в присутності сторонніх людей, вони не дружелюбні. Вони можуть здатися спокійними, але готові захистити будь-якою ціною в будь-який час. Захищаючи свою зграю, вони рухаються вздовж кордону, вибираючи місця, звідки зможуть побачити широку територію. Вони агресивні по відношенню до диких тварин і здатні загнати їх назад. Якщо собака має бути надійним компаньйоном, рання соціалізація є життєво важливою. Вони можуть бути добре навчені, але мають схильність судити про ситуацію, перш ніж робити якісь дії.

## Грецька вівчарка сьогодні
Занепад тваринництва та збільшення неконтрольованого схрещування з іншими собаками змінили відмінні риси грецької вівчарки, і, за підрахунками, в даний час в Греції залишається менше 3 000 чисто грецьких вівчарок. Намагаючись врятувати породу, ARCTUROS (ΑΡΚΤΟΥΡΟΣ) впроваджує програму розведення грецької вівчарки з 1998 року.